# Humayma
Humayma o al-Humayma (àrab: الحميمة, al-Ḥumayma) són unes ruïnes de Jordània a uns 50 km al sud de Maan, a mig camí entre aquesta ciutat i Àqaba. Les ruïnes, bastant grosses, són al peu d'un turó de nom Umm al-Azam. Destaquen les restes d'un aqüeducte i muralles, però dels edificis no n'hi ha cap dempeus. Fou possiblement una antiga ciutat en la ruta entre Petra i el port d'Aila (Eilat) que s'ha identificat com l'Auara fundada per Obodes I, rei dels nabateus, el 93 aC. Apareix esmentada a la taula de Peutinger.
Sota domini dels àrabs, pertanyé al jund de Damasc sota els omeies i la seva fama deriva del fet que fou la residència dels pretendents abbàssides entre el 688 i 749. Quan el pretendent Abd-Al·lah ibn al-Abbàs va morir a Taif (687/688) el seu fill Alí ibn Abd-Al·lah, que havia reconegut al califa omeia, es va instal·lar a la ciutat que va fortificar. Segons la tradició Muhàmmad ibn al-Hanafiyya va morir a al-Humayma el 716 i va transmetre a Muhàmmad ibn Alí ibn Abd-Al·lah els seus drets a l'imamat.